# Nikolay Kuznetsov
Nikolay Aleksandrovich Kuznetsov (em russo:  Николай Александрович Кузнецов; nascido em 20 de julho de 1973) é um ex-ciclista que competia no ciclismo de pista.
Ele competiu nos Jogos Olímpicos de Barcelona 1992 e Atlanta 1996 na perseguição por equipes de 4 km. Em 1992 competiu sob a bandeira da Equipe Unificada, e em 1996 já com as cores da Rússia, conquistando a medalha de prata, junto com Eduard Gritsun, Alexei Markov e Anton Shantyr.
Sua irmã é a tenista Svetlana Kuznetsova.